# Холбоулин
Холбоулин (ирл. Inis Sionnach, англ. Haulbowline) — один из островов в заливе Корк. На нём расположена главная военно-морская база и штаб-квартира Военно-морских сил Ирландии.

## История острова
Изначально площадь острова была меньше современной (0,34 км²) — 0,121 км² в 1630 году, когда здесь были построены первые укрепления. Первый форт был квадратным, в его центре стоял замок высотой в 18 метров (сохранившаяся его часть возвышается ныне на 4 метра). В начале 1600-х набирала силу мода на плавание ради удовольствия, и лорд Инчиквин (Lord Inchiquin) использовал замок как морской клуб для организованного The Water Club of the Harbour of Cork — «Водного клуба залива Корк», первого в мире в своём роде. В 1806 году клуб переместился в Ков, а остров был передан ВМС. В 1869 году здесь был возведён док для починки военных судов; во время его постройки площадь острова была увеличена вдвое. В 1923 году док был передан Республике Ирландия.
В 1938 году на острове была основана сталелитейная фабрика Irish Steel. Основанная как частная компания, она была передана правительству после Второй мировой войны и была единственным производителем стали в стране. В 1995/96 годах дела фабрики были столь плохи, что она была куплена компанией Ispat International за 1 ирландский фунт. Несмотря на общий мировой успех Ispat International, в 2002 году фабрику пришлось закрыть.
Постоянный сброс отходов фабрики увеличил площадь острова до современных размеров, но сильно загрязнил округу. В 2006 году было принято решение преобразовывать остров — построить на нём офисные площади, развлекательные заведения (клуб), организовать музей.
В 2008 году пожар уничтожил четырёхэтажное историческое строение XIX века, которое на момент пожара использовалось организацией в подчинении Университетского колледжа Корка.